# 블랙 크리스마스 (2006년 영화)
블랙 크리스마스(Black Christmas)는 미국에서 제작된 글렌 모건 감독의 2006년 공포, 스릴러 영화이다. 케이티 캐시디 등이 주연으로 출연하였고 돈 파루즈 등이 제작에 참여하였다.

## 출연

### 주연
- 케이티 캐시디
- 미셸 트라첸버그

### 조연
- 크리스틴 크록
- 크리스탈 로우
- 메리 엘리자베스 윈스티드
- 올리버 허드슨
- 레이시 샤버트
- 안드리아 마틴
- 제시카 하몬
- 릴라 사바스타

## 제작진
- 제작부: 켄트 쿠베나
- 제작부: 오그던 가밴스키
- 미술: 마크 S. 프리본
- 배역: 하이크 브랜드스타터
- 배역: 코린 메이어스
- 배역: 존 팝시데라